# 42 (عدد)
42 (الثاني والأربعين) هو عدد طبيعي يلي العدد 41 ويسبق العدد 43.
هو العدد الكاتالاني السادس في الترتيب.